# Olympische Sommerspiele 2020/Teilnehmer (Montenegro)
| Gelbes Symbol für Goldmedaillen mit stilisierten Olympischen Ringen | Graues Symbol für Silbermedaillen mit stilisierten Olympischen Ringen | Braundes Symbol für Bronzemedaillen mit stilisierten Olympischen Ringen |
| ------------------------------------------------------------------- | --------------------------------------------------------------------- | ----------------------------------------------------------------------- |
| —                                                                   | —                                                                     | —                                                                       |

Montenegro nahm an den Olympischen Spielen 2020 in Tokio mit 35 Sportlern in sieben Sportarten teil. Es war die insgesamt vierte Teilnahme an Olympischen Sommerspielen.

## Teilnehmer nach Sportarten

### Handball
Die Nationalmannschaft der Damen qualifizierte sich für die Spiele durch den ersten Platz beim Qualifikationsturnier in Podgorica im März 2021 für die Spiele in Tokio.
| Wettbewerb    | Frauen (Spiele/Tore) |
| ------------- | --- |
| Athleten      | Marina Rajčić (6/1) Jovanka Radičević (6/46) Đurđina Jauković (6/28) Matea Pletikosić (6/1) Dijana Mugoša (6/9) Andrea Klikovac (6/6) Ljubica Nenezić (6/0) Anastasija Babović (2/0) Tatjana Brnović (6/26) Ivona Pavićević (4/0) Ema Ramusović (6/8) Majda Mehmedović (6/17) Jelena Despotović (6/7) Itana Grbić (6/16) Nikolina Vukčević (6/1) |
| Trainerin     | Bojana Popović |
| Gruppenphase  | Angola (33:22) Japan (26:29) Norwegen (23:35) Südkorea (28:26) Niederlande (29:30) |
| Viertelfinale | ROC (26:32) |
| Halbfinale    | ausgeschieden |
| Finale        | ausgeschieden |
| Platzierung   | 6. Platz |

### Judo
| Athleten       | Wettbewerb | 1. Runde  | 1. Runde | 2. Runde      | 2. Runde      | Viertelfinale | Viertelfinale | Halbfinale / Trostrunde | Halbfinale / Trostrunde | Finale / Platz 3 | Finale / Platz 3 | Rang |
| Athleten       | Wettbewerb | Gegner    | Ergebnis | Gegner        | Ergebnis      | Gegner        | Ergebnis      | Gegner                  | Ergebnis                | Gegner           | Ergebnis         | Rang |
| -------------- | ---------- | --------- | -------- | ------------- | ------------- | ------------- | ------------- | ----------------------- | ----------------------- | ---------------- | ---------------- | ---- |
| Frauen         |            |           |          |               |               |               |               |                         |                         |                  |                  |      |
| Jovana Peković | bis 78 kg  | K. Prodan | 0s2:1s2  | ausgeschieden | ausgeschieden | ausgeschieden | ausgeschieden | ausgeschieden           | ausgeschieden           | ausgeschieden    | ausgeschieden    | 17   |

### Leichtathletik
Springen und Werfen 
| Athleten        | Wettbewerb | Qualifikation | Qualifikation | Finale        | Finale        | Rang |
| Athleten        | Wettbewerb | Weite/Höhe    | Rang          | Weite/Höhe    | Rang          | Rang |
| --------------- | ---------- | ------------- | ------------- | ------------- | ------------- | ---- |
| Frauen          |            |               |               |               |               |      |
| Marija Vuković  | Hochsprung | 1,95 m        | 1             | 1,96 m        | 9             | 9    |
| Männer          |            |               |               |               |               |      |
| Danijel Furtula | Diskuswurf | 59,93 m       | 24            | ausgeschieden | ausgeschieden | 24   |

### Schießen
| Athleten        | Wettbewerb           | Qualifikation   | Qualifikation | Finale          | Finale        | Ringe/ Scheiben | Rang |
| Athleten        | Wettbewerb           | Ringe/ Scheiben | Rang          | Ringe/ Scheiben | Rang          | Ringe/ Scheiben | Rang |
| --------------- | -------------------- | --------------- | ------------- | --------------- | ------------- | --------------- | ---- |
| Frauen          |                      |                 |               |                 |               |                 |      |
| Jelena Pantović | Luftpistole 10 Meter | 534             | 53            | ausgeschieden   | ausgeschieden | 534             | 53   |

### Schwimmen
| Athleten         | Wettbewerb     | Vorlauf     | Vorlauf | Halbfinale    | Halbfinale    | Finale        | Finale        | Rang |
| Athleten         | Wettbewerb     | Zeit        | Rang    | Zeit          | Rang          | Zeit          | Rang          | Rang |
| ---------------- | -------------- | ----------- | ------- | ------------- | ------------- | ------------- | ------------- | ---- |
| Frauen           |                |             |         |               |               |               |               |      |
| Andela Antunović | 100 m Freistil | 1:00,01 min | 49      | ausgeschieden | ausgeschieden | ausgeschieden | ausgeschieden | 49   |
| Männer           |                |             |         |               |               |               |               |      |
| Boško Radulović  | 100 m Freistil | 53,60 s     | 61      | ausgeschieden | ausgeschieden | ausgeschieden | ausgeschieden | 61   |

### Segeln
Milivoj Dukić erhielt eine Wildcard des Weltverbandes und durfte somit bei seinen dritten Olympischen Sommerspielen in Folge im Laserwettbewerb an den Start gehen.
| Athleten      | Wettbewerb | Qualifikation | Qualifikation | Medal Race    | Medal Race    | Punkte | Rang |
| Athleten      | Wettbewerb | Punkte        | Rang          | Punkte        | Rang          | Punkte | Rang |
| ------------- | ---------- | ------------- | ------------- | ------------- | ------------- | ------ | ---- |
| Männer        |            |               |               |               |               |        |      |
| Milivoj Dukić | Laser      | 137           | 17            | ausgeschieden | ausgeschieden | 137    | 17   |

### Wasserball
Die montenegrinische Nationalmannschaft gewann das Qualifikationsturnier in Rotterdam im Februar 2021 und sicherte sich so die Teilnahme. Die Herren bis dato nahmen an allen Wasserballturnieren bei Olympischen Sommerspielen seit 2008 teil, als Montenegro erstmals eigenständig an den Start ging.
| Wettbewerb         | Männer |
| ------------------ | --- |
| Athleten           | Slaven Kandić Draško Brguljan Miroslav Perković Marko Petković Uroš Čučković Vlado Popadić Stefan Vidović Aleksa Ukropina Aleksandar Ivović Vladan Spaić Dušan Matković Dušan Banićević Petar Tešanović |
| Trainer            | Vladimir Gojković |
| Gruppenphase       | Australien (15:10) Spanien (6:8) Kroatien (8:13) Kasachstan (19:12) Serbien (6:13) |
| Viertelfinale      | Griechenland (4:10) |
| Platzierungsspiele | Kroatien (10:12) Italien (17:18 n. PSO) |
| Halbfinale         | ausgeschieden |
| Finale             | ausgeschieden |
| Platzierung        | 8 |